# Ana Lima
Ana Lima (Carangola, 1973. augusztus 28. –) brazil színész. 1999 és 2009 között a zenész Gabriel o Pensador felesége volt, két gyermekük született.
Szerepel filmekben, színdarabokban, televíziós műsorokban és szappanoperákban is.

## Filmográfia

### Televíziós produkciók
- 2007 - Carga Pesada - Eva
- 2007 - Por Toda Minha Vida - Amália
- 2007 - Desejo Proibido - Eulália Palhares
- 2008 - Episódio Especial - Ela mesma
- 2008 - Casos e Acasos - Raquel
- 2008 - Beleza Pura - Regina Paranhos
- 2009 - Episódio Especial - Ela mesma
- 2009 - Caminho das Índias - Drª. Ciça (Clarissa Martins)
- 2010 - Força-Tarefa - Solange
- 2010 - Araguaia - Lenita
- 2012 - Louco por Elas - Enfermeira
- 2012 - Malhação - Verônica
- 2013 - Louco por Elas - Tati Tattoo
- 2013 - Joia Rara - Zilda

### Filmek
- 2008 - Bar A.K.A.
- 2011 - Cilada.com